# Nuoto subacqueo
Il nuoto subacqueo è una disciplina che appartiene a quella del nuoto, ma se ne differenzia perché si esegue al di sotto della superficie dell'acqua. Alla partenza di una gara di nuoto normale o alla virata a fondo vasca, viene usata la forma semplificata per creare la minima resistenza e aiutare il nuotatore a spingersi il più lontano possibile. Molti fattori contribuiscono alla forma perfetta e alla padronanza di questo stile per aumentare la velocità di un nuotatore. 

## Tecnica
La posizione semplificata consiste nel mettere una mano sull'altra, le dita di una mano su quelle dell'altra e alzare le braccia sopra la testa in modo che i bicipiti siano posizionati vicino alle orecchie. L'addome viene risucchiato per ridurre la curvatura della colonna vertebrale nella parte bassa della schiena e la testa viene riportata indietro per assicurare che il collo sia in linea con la colonna vertebrale. Stringendo insieme le scapole è utile allineare la colonna vertebrale per raddrizzare la schiena. Le gambe sono dritte e i piedi a punta. In teoria, verrà realizzata una linea retta perfetta lungo il dorso dalla testa ai piedi. Il corpo dovrebbe essere su un piano orizzontale sotto l'acqua, con le gambe che scalciano direttamente dalle cosce e dai fianchi, non dalle ginocchia. Di solito è necessaria una grande flessibilità per raggiungere l'obiettivo di una linea retta perfetta, in particolare la flessibilità delle spalle. La posizione del nuoto sott'acqua può essere più veloce che nuotare in qualsiasi altro stile natatorio, competitivo o meno. Per questo motivo, i nuotatori spesso cercano, alla partenza, di ottenere una posizione semplificata per tutto il tempo in cui possono rimanere sott'acqua prima di risalire in superficie per la loro prima bracciata. Questo è il motivo per cui molti nuotatori trascorrono molto tempo a perfezionare la forma e la tecnica di questa nuotata.

## Idrodinamica e velocità
Esistono tre principali resistenze all'avanzamento sott'acqua causate da attriti, forme e forze che generano le onde. La forza più dannosa è la resistenza causata dalla forma. Un corpo mal posizionato causerà maggior trascinamento in acqua (resistenza), creando la necessità di uno sforzo maggiore per coprire la stessa distanza. La quantità di resistenza su un corpo può essere determinata dalla formula:
{\displaystyle R=1/2DpAv^{2}}
D è la costante della viscosità di un fluido, p è la densità dell'acqua, A è la superficie corporea e v la velocità del corpo. 
Poiché la velocità è al quadrato, la resistenza sarà influenzata esponenzialmente dal valore della velocità, motivo per cui è importante ridurre al minimo possibile l'area della superficie del corpo. Ridurre al minimo l'area è direttamente proporzionale alla tecnica usata. 
Il tempismo nella transizione dalla planata alla prima gambata è fondamentale per mantenere lo slancio. Passare troppo presto alla gambata causerà un aumento della resistenza. Una transizione eseguita troppo tardi comporterà una perdita di velocità a causa della diminuzione della quantità di moto, con conseguente spreco di energia per tornare alla velocità di gara. Considerando tutti questi aspetti il nuoto subacqueo è la tecnica più idrodinamica che si possa assumere nell'acqua.

## Gare e regole
La posizione ottimizzata viene utilizzata principalmente all'inizio di una gara quando un nuotatore si tuffa in acqua dai blocchi di partenza. È molto comune che il nuotatore si tuffi con la testa in giù con le braccia sopra la testa in modo da assumere la forma semplificata all'ingresso in acqua. L'altro evento comune si realizza dopo che un nuotatore completa una virata e punta i piedi sul muro della piscina per darsi una spinta. Una volta girato completamente nella direzione opposta, il nuotatore si posizionerà nel modo più lineare e spingerà per massimizzare la distanza e accelerare dopo la virata. La posizione ottimizzata è la base dei tratti sott'acqua nello stile del dorso e nello stile libero. Il nuotatore cercherà di mantenere la schiena dritta e allineata alle gambe per minimizzare la resistenza durante la nuotata. Esiste poi una disciplina natatoria che utilizza la nuotata subacquea per tutta la durata di una gara.
La Fédération Internationale de Natation (F.I.N.A.), altrimenti nota come Federazione internazionale del nuoto, ha regole severe su come e quando può essere eseguito il nuoto subacqueo durante le competizioni. Secondo la FINA, nessun nuotatore può fare più di 15 metri sott'acqua dalla partenza o da una virata nel dorso, nella farfalla e nello stile libero. Nella nuotata a rana è consentito solo un colpo completo del braccio seguito da una gambata a farfalla ed una a rana. 
Dopo quindici metri, il nuotatore deve emergere in superficie. Il nuoto subacqueo deve essere usato solo nei primi 15 metri poiché i nuotatori non possono rimanere sott'acqua pena la squalifica. Questa regola si applica a tutte gare svolte in conformità con le regole FINA, sia che si tratti di una gara breve o lunga. I nuotatori di solito manterranno la forma semplificata ed eseguiranno una gambata a farfalla per i quindici metri completi a causa del fatto che determina una minore resistenza rispetto a quella riscontrata al di fuori dall'acqua a causa della mancanza di resistenza creata dalle onde.
Non c'è un limite specificato in questo tratto, ma, poiché il numero di colpi e gambate sott'acqua sono regolamentati, questo diventa un punto controverso per il nuoto competitivo. Non è idrodinamicamente utile mantenere questa posizione oltre una certa distanza, che è invariabilmente inferiore alla lunghezza di una piscina corta.